# Graptophara
Graptophara is een geslacht van wantsen uit de familie van de Scutelleridae (Pantserwantsen). Het geslacht werd voor het eerst wetenschappelijk beschreven door Carl Stål in 1865.

## Soorten
Het genus bevat de volgende soorten:

- Graptophara anomala Rédei & Tsai, 2018
- Graptophara reynaudii (Guérin-Méneville, 1834)